# سیارک ۷۴۴۲
سیارک ۷۴۴۲ (به انگلیسی: 7442 Inouehideo، نامگذاری:1995SC5) هفت هزار و چهارصد و چهل و دومین سیارک کشف شده‌است که در ۲۰ سپتامبر ۱۹۹۵ کشف شد.
قدر مطلق سیارک برابر ۱۳٫۴۰ است.